# Nishimeya
Nishimeya (西目屋村, Nishimeya-mura) est un village situé dans le district de Nakatsugaru (préfecture d'Aomori) au Japon.

## Géographie

### Situation

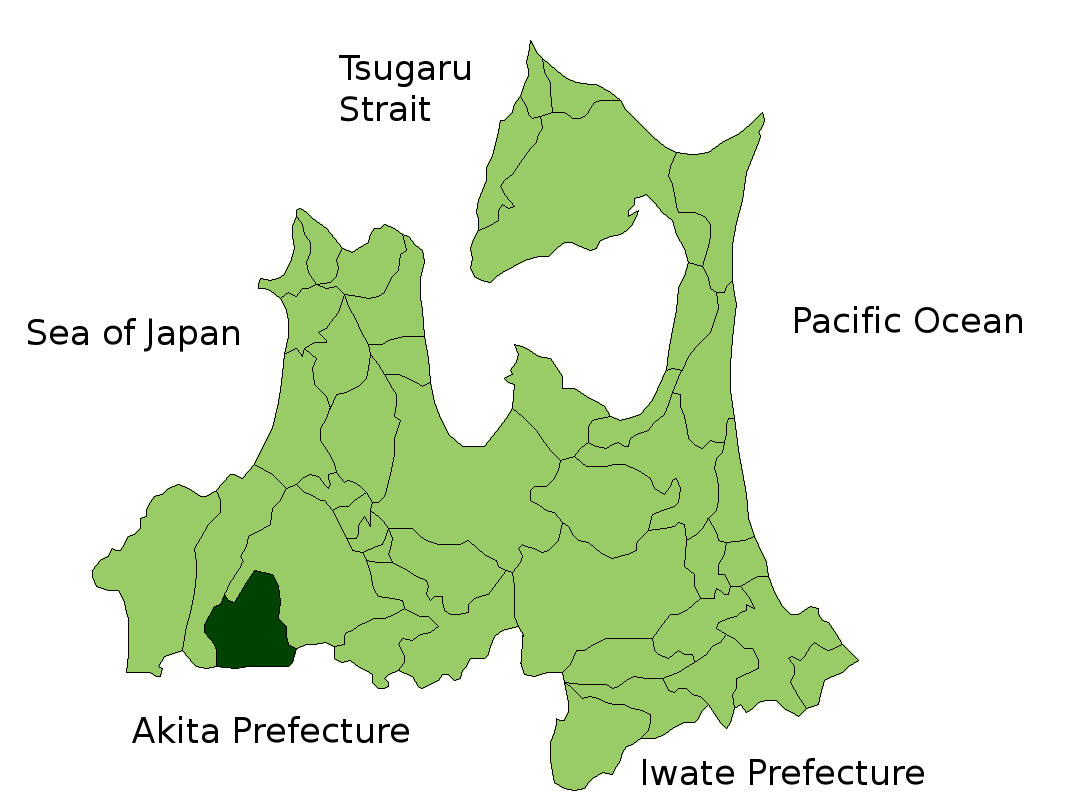
Carte de la préfecture d'Aomori avec le village de Nishimeya mis en évidence.

Le village de Nishimeya est situé dans le sud-ouest de la préfecture d'Aomori, à la frontière de la préfecture d'Akita, sur l'île de Honshū, au Japon. Il a pour municipalités voisines le bourg d'Ajigasawa à l'ouest et la ville de Hirosaki au nord-est. Le village est bordé au sud par le bourg de Fujisato et la ville d'Ōdate, dans la préfecture d'Akita.

### Démographie
Nishimeya comptait 1 474 habitants lors du recensement du 30 avril 2014.